# 사회적 성격
사회적 성격(社會的性格, social character)은 에리히 프롬의 분석사회심리학의 핵심 개념이다.
인간은 사회적 교섭을 통해서 사회적 인간으로 성장하는데, 사회적 인간은 한사람 한사람이 다 서로 다른 얼굴을 갖고 있듯이 각기 다른 행동경향의 총화(總和)로서의 인격을 가진 존재이다. 인간사회는 각종 사회집단에 의해 조직되는데, 이러한 사회집단이 개인의 인격을 형성하는 모체적(母體的) 환경을 이룬다. 사회적 인간은 개별적인 인격을 가지고 있으나, 소속하는 사회집단에 따라서 그 구성원에게 공통되는 인격의 특성이 만들어진다. 구체적으로 말하면 가족적 퍼서낼러티(personality), 지역적 퍼서낼러티, 직업적 퍼서낼러티, 그리고 국민적 퍼서낼러티로서의 국민성 또는 민족성 같은 것이다. 프롬(E. Fromm)의 이론에 따라 '어떤 집단에 속하는 대다수 성원의 성격구조의 핵심이며, 그 집단에 공통되는 기초적 경험이나 생활양식으로 인해 발달한' 집단적 퍼서낼러티의 특성을 일단 '사회적 성격'이라고 부르기로 하자. 이 사회적 성격에 관해서는 문화(文化)와의 관련에서 연구하는 방법이 있다. 전자는 주로 문화 인류학자가 미개인의 집단을 현지조사하여 거기에 있는 특정 문화를 바탕으로 하는 인격 특성을 추상(抽象)하는 작업이다. 이 작업에서 결과되는 것이 예를 들자면 미국의 인류학자 베네딕트(Benedict)가 분류한 아폴로적 및 디오니소스적 문화형이다. 그러나 미개사회처럼 사회구조가 비교적 단순하며 획일적인 문화가 지배하고 있는 곳에서는 적절한 문화형의 이론도 구조가 복잡한데다가, 역사적으로 문화가 단절·변용을 되풀이해 온 사회에서는 적합치 않는 경우가 많다. 그래서 집단적인 성격 유형(類型)을 규정함에 있어 사회적·역사적 요인에 중점을 두는 후자의 연구방법이 등장하게 되었다.

## 개요
한 사람의 이데올로기가 내면화되면 될수록 그것은 그와 불가분의 것이 된다. 특히 유아기로부터 일정한 이데올로기를 주입당한 경우에는 더욱 그렇다. 즉 인간은 어떤 이데올로기를 몸에 간직하는 것으로 인하여 자기의 생활을 규율하고 그 속에서 욕구까지도 개조(改造)하고 만다. 그것은 그의 성격이 된다. 그러므로 개인이 어떠한 의식을 갖고 어떠한 이데올로기를 받아들이고 있는가는 한편에서는 그의 자질에 의해서 영향을 받으면서도 기본적으로는 사회에 의해서 규정되고 있다. 즉 어떤 시대에 어떤 나라의 어떤 계층에서 사느냐 하는 것이 그가 어떠한 이데올로기를 택하는가를 규정하는 것이다. 때문에 어느 시대의, 어느 나라의, 어느 계층의 사람들은 다소의 편차는 있더라도 공통의 성격을 몸에 지닐 것이라는 예상을 할 수가 있게 된다. 이것이 '사회적 성격'이다. 그것은 예컨대 뷰로크라시(官僚制)가 완성된 현대에 있어서 화이트 칼라에 바람직한 성격은 자기 주장이 아니라 자기를 죽이고서라도 결정에 따라가는 것이라는 예에서 나타나고 있는 것과 같다고 할 수 있다. 현대의 이데올로기를 고찰함에 있어서 각 계층이 나타내는 사회의 성격은 중요한 의미를 갖고 있다.

## 프롬의 이론
프롬에 의하면 어떠한 사회에도 특정의 사회구조가 있는데, 이것은 역사적 발전의 과정에서 변용하지만 특정의 시대에는 비교적 고정되어서 그 테두리 안에서 사회로서의 존재를 유지한다. 이 사회의 성원, 즉 이 사회를 형성하는 여러 계급과 신분에 속하는 성원은 일정한 사회체제가 요구하는 의미에 맞도록 행동하지 않으면 안된다. 사회적 성격은 한 사회 또는 문화의 성원 대부분에게 공통되는 성격구조의 핵심을 말하는데, 그것은 그 사회에 사는 인간의 에너지를 그 사회가 유지해서 존속할 수 있도록 하는 패턴에 맞추는 기능을 갖는다. 이런 의미에서 프롬의 이른바 사회적 성격은 어떤 사회 또는 집단의 성원 대다수에게서 볼 수 있는 성격의 특징의 총화 또는 평균을 낸다는 통계적 개념이 아니라, 기능적 시점(視點)에서 파악한 구성개념이다. 사회적 성격은 개인이 소속하는 집단을 통해 그 집단을 에워싸고 있는 사회의 역사적·사회적 조건과 개인의 여러 욕구가 서로 조화되도록 훈련된 결과 형성된다. 그러므로 자본주의사회에 적합한 사회적 성격은 대집단 속에서 온건하게 협력하고, 마음대로 소비하고, 취미가 표준화되어 있고, 외부의 영향을 받기 쉽고, 계산이 밝다는 말로써 표현되는 행동경향을 사회적 욕구로서 내재화한 성격이다. 프롬은 사회적 성격을 사회의 하부 구조와 상부 구조의 중간에 두고, 이데올로기는 사회적 성격에 뿌리를 박을 때 비로소 강력한 것이 되고, 반대로 이데올로기에 의해 사회적 성격이 안정되고 강화된다는 매개적(媒介的)인 개념으로서 쓰고 있다. 프롬은 이 개념을 구사해서 독일의 하층 중산 계급이 자발적으로 나치주의의 이데올로기를 신봉하게 된 과정을 분석했다. 그는 소규모의 상공업자·봉급생활자·기술자들로 형성된 독일의 하층 중산계급이 고도의 자본주의사회에서 억압되어 개인간의 자유경쟁을 견디어 낼 수 없게 되자 그 무력감 때문에 나치의 이데올로기에 동화함으로써 나치주의의 적극적인 지지자가 되었다고 보았다. 독일 중산계급의 전형적인 성격구조로서 '권위주의'를 지적하고, 그 사디슴(sadisme)적 충동과 매저키즘(masochism)적 충동의 동시존재가 파시즘적·민족중심적·반 유태주의적 특징을 갖는 나치주의의 이데올로기를 지지하게 했다는 것이다.